# Zalha
Zalha è un comune della Romania di 1 011 abitanti, ubicato nel distretto di Sălaj, nella regione storica della Transilvania. 
Il comune è formato dall'unione di 7 villaggi: Ceaca, Ciureni, Valea Ciurenilor, Valea Hranei, Valea Lungă, Vârteșca, Zalha.
Di un certo interesse è la chiesa lignea, costruita nel 1821, dipinta prima nel 1882 e poi nel 1966, come riportato in un'iscrizione vicino all'ingresso.